# Nicolás Régules
General Nicolás de Régules Cano fue un destacado militar mexicano de origen español.

## Inicios
Nació el 10 de septiembre de 1826 en Quintanilla Sopeña, Merindad de Montija, en la provincia española de Burgos. Inició su brillante carrera de las armas a juventud temprana alistándose en la Escuela de Caballería de Segovia, España, poco después de cumplir 15 años de edad. Fueron sus padres, Doña María Rita Cano y Don Leonardo de Régules, quienes en principio lo alentaron y lograron inscribirlo en la tan distinguida y tradicional institución de su tiempo, y en donde adquiriría los sólidos principios de disciplina, honor y dignidad militar, que le inspiraron durante toda su vida, además en la que obtendría los conocimientos y en donde iría desarrollando sus habilidades en la academia, apropiándose entre otras, de las diversas técnicas en el uso de las armas, así como de las estrategias para el manejo de la tropa en operación, y que honrosamente ejerciera en tierras mexicanas. 

## Llegada a México
Llega a México por Veracruz, procedente de La Habana, Cuba en 1846, a la edad de 20 años y siendo Capitán de Escuadrón en el Ejército Isabelino. En 1847 luchó contra la invasión norteamericana distinguiéndose en las batallas de La Angostura, Padierna, Molino del Rey y Chapultepec. En 1858, cuando tenía 32 años de edad se casó con Doña María de la Soledad Solórzano Ayala (1844-1884).

## Carrera militar
Como resultado de sus actos de heroísmo al frente de sus tropas, Régules fue alcanzando los más altos honores y grados militares hasta recibir de manos del señor presidente Benito Juárez el de General de División (1865) y el de Jefe del Ejército del Centro, antes de cumplir los cuarenta años de edad. En noviembre de ese año Régules recibió la banda de General de División, la Cruz de Honor por su desempeño en la Batalla de Puebla y la Espada de Honor del Gobierno de Michoacán. Fue un hombre de mucha importancia militar y política en una etapa difícil de la historia de México: la Intervención estadounidense en México (1847), la Revolución de Ayutla (1855), la de la Reforma (1858) y la Segunda Intervención Francesa en México (1862). 
Entre otros episodios importantes, salvó la vida al Presidente Sebastián Lerdo de Tejada rescatándolo de los porfiristas y embarcándolo a Estados Unidos. En la Revolución de Ayutla participó en la campaña de Michoacán bajo las órdenes del General Epitacio Huerta, tras lo cual fue ascendido a comandante de escuadrón.  Durante la Guerra de Reforma, en la Batalla de Silao el 10 de agosto de 1860, tuvo una intervención decisiva al lado del General Jesús González Ortega, quien le otorgó el grado de General de Brigada por méritos de guerra y participó en la batalla de Calpulalpan. Un hecho especialmente valeroso y lleno de dignidad, es que quedando sitiados los republicanos en Puebla en 1863, donde estaba Régules al mando de la 3a. Brigada. Entre otras cosas, él y sus hombres hicieron una salida el 14 de mayo para traer harina de un depósito que estaba junto a la línea enemiga y lo consiguieron. Se opuso osadamente a la rendición. Posiblemente escapó antes de caer prisionero ya que no aparece en las listas de jefes y oficiales que tomaron los franceses. El 11 de abril de 1865 derrotó a las fuerzas francesas en la batalla de Tacámbaro. Fue gobernador del estado de Michoacán (1866). 
Se retiró del servicio activo en 1882. Murió el 9 de enero de 1895 en la Ciudad de México y fue inhumado en el Panteón del Tepeyac, en la Villa de Guadalupe. En 1909 se nombró un municipio del estado de Michoacán Cojumatlán de Régules, en honor del general. El aniversario de su nacimiento se celebra todos los años el día 10 de septiembre en Tacámbaro, Michoacán, y asiste la familia de Régules para honrarlo junto con las autoridades civiles y el pueblo entero. 
- Datos: Q6042519